# RogerEbert.com
RogerEbert.com est un site Web de critique de film archivant les critiques écrites par le critique Roger Ebert pour le Chicago Sun-Times et publie également d'autres critiques ainsi que des essais. Le site Web, garanti par le Chicago Sun-Times, a été lancé en 2002. Ebert trie sur le volet des rédacteurs du monde entier afin de contribuer au site Web. Après le décès d'Ebert en 2013, le site Web est relancé sous Ebert Digital, une association fondée par Ebert, sa femme Chaz, ainsi que son ami Josh Golden. 

## Contexte
Deux mois après la mort d'Ebert, Chaz Ebert engage le critique Matt Zoller Seitz en tant que rédacteur en chef du site Web, puisque son site Web IndieWire PressPlay partage de nombreux contributeurs avec RogerEbert.com et que les deux sites Web font la promotion le contenu de l'autre. Noel Murray de The Dissolve qualifie le recueil du site Web des critiques d'Ebert de "ressource inestimable, à la fois pour avoir une perspective de première ligne sur les films plus anciens et pour avoir une meilleure idée de qui était Ebert." Murray raconte que le site Web comprenait des critiques qu'Ebert exprimait rarement, comme ce fut le cas pour Chelsea Girls et Good Times, rédigées lorsqu'Ebert avait la vingtaine. R. Kurt Osenlund de Slant Magazine déclare en 2013 que d'autres contributeurs (y compris Seitz, Sheila O'Malley, et Odie Henderson) ont "beaucoup de récit à la première personne" dans leur travail tel qu'Ebert le faisait, ajoutant « mais il y a d'autres contributeurs, comme Ignatiy Vishnevetsky, qui n'en fait pas tellement. La diversité globale fait du site un genre de collectif d'artistes. » 
RogerEbert.com organise systématiquement une « Semaine des femmes écrivaines » en l'honneur du Mois de l'histoire des femmes, mettant en lumière le contenu des contributrices pendant toute la semaine. À la suite de l'élection présidentielle américaine de 2016, la « Semaine des femmes écrivaines » est qualifiée comme étant « ouvertement politique grâce au Président Donald Trump » par The New York Observer. Chaz Ebert déclare que la Marche des femmes de 2017 a aidé à motiver les contributrices à contribuer leur point de vue concernant le cinéma et la politique. 

## Listes de fin d'année
De 1967 à 2012, Roger Ebert dresse la liste des "meilleurs films de l'année". À la suite de la mort d'Ebert, cette habitude se perpétue jusqu'en 2014 sur son site Web. Les premiers contributeurs réalisent une méthode Borda où chaque critique classait les films, de dix points pour le film classé premier à un point pour le film classé dixième. Les scores sont compilés et le meilleur film de l'année est basé selon les résultats du scrutin. 
- 2014 : Under the Skin
- 2015 : Mad Max: Fury Road
- 2016 : Moonlight
- 2017 : Lady Bird
- 2018 : Roma
- 2019 : The Irishman
- 2020 : Small Axe : Lovers Rock
- 2021 : The Power of the Dog
- 2022 : Les Banshees d'Inisherin
- 2023 : Killers of the Flower Moon
- 2024 : The Brutalist